# Гиндин, Арон Маркович
Арон Маркович Ги́ндин (17 [30] сентября 1903, Кричев, Могилёвская губерния — 10 февраля 1981, Москва) — советский инженер, главный инженер специального управления «Братскгэсстрой». Герой Социалистического Труда. Лауреат Сталинской премии, доктор технических наук.

## Биография
Родился в многодетной еврейской семье. Во время Гражданской войны семья Гиндиных бежала в Подольск, где мальчик впервые увидел электрическую лампу. В этот момент у него зародилась мечта об энергетике.
В 1922 г. по комсомольской путевке Гиндин поступил в Московскую Петровскую академию на гидротехнический факультет. Совмещал работу и учебу, работая грузчиком, сторожем, экспедитором, телефонистом в разных учреждениях Москвы. Со второго курса началась производственная практика, которую студент проходил в Крымводхозе (Симферополь), Мосстрое, на строительстве головного узла НижнеЗурнабадской ГЭС в Азербайджане.
В 1929 году окончил МСХА имени К. А. Тимирязева, получив квалификацию инженера-гидротехника.

### Инженер-гидростроитель
По окончании вуза работал на Кавказе, на сооружении электротехнического треста, а в 28 лет был назначен главным инженером строительстве первой Варзобской ГЭС в Таджикистане. Станция строилась до 1938 года, и впоследствии Арон Маркович назвал её самым трудным объектом в своей жизни: шестидесятиградусная жара, землетрясения и оползни, болезни испытывали молодого специалиста на прочность.
В 1938 году настала очередь Храмской ГЭС в Грузии. Местные ландшафты со значительными перепадами высот идеально подходили для гидроэнергетики, однако строительство тормозилось отсутствием техники, поэтому инженерам пришлось применять нетривиальные решения. Так, построенная с участием Арона Гиндина плотина Храмской ГЭС состоит из камней, которые река бы легко размыла — если бы не уникальный экран из нержавеющей стали. Ещё более сложным, чем плотина, оказалось строительство напорных туннелей и водоводов общей длиной 7.5 км, что задержало работы почти на тринадцать лет. Станция была пущена только в 1947 году.
В период работы на Храмской ГЭС Гиндин был главным инженером не только её, но и треста «Грузгидроэнергострой». В 1943 году он руководил строительством оборонительных сооружений на Военно-Грузинской дороге, затем занимался восстановлением разрушенной во время войны Баксанской ГЭС. Станция была разрушена до основания, для восстановления промышленности и экономики требовалась энергия, и на Баксанскую ГЭС срочно были командированы инженеры, строившие Храми ГЭС в Грузии. Менее чем за год станцию восстановили, что было отмечено для Гиндина телеграммой из Кремля. «Товарищам Гиндину, Зурабову, Цискрели. Поздравляю строителей и монтажников Баксанской гидростанции с успешным восстановлением гидротехнических сооружений и пуском в работу первой гидротурбины. Своей образцовой работой вы доказали, что трудная задача восстановления электрических станций, разрушенных немецко-фашистскими варварами, может быть решена в короткие сроки. Желаю вам дальнейших успехов в вашей работе. И. Сталин».
Гиндин — один из разработчиков агрегата для поточного сооружения гидротехнических тоннелей круглого сечения. К 1954 году на его счету было уже 16 построенных электростанций.

### Братская ГЭС

А. М. Гиндин (справа) и И. И. Наймушин во время работы в Братске.

В конце 1954 года Гиндина вызвали в Москву и предложили возглавить техническое руководство строительством крупнейшей в мире Братской ГЭС. Он прозвонил супруге в Тбилиси посоветоваться о новом назначении. Римма Михайловна без колебаний сказала: «Да, да! Готова хоть сегодня поехать!», — бросив прекрасную квартиру в центре Тбилиси, дачу, оставив сыновей, первую внучку и престарелого 84-летнего отца, чтобы отправиться с мужем в Восточную Сибирь, необжитую тайгу.
В январе 1955 года в числе первых строителей 52-летний А. М. Гиндин прибыл на станцию Заверняйка тайшетским поездом — на берега Ангары, на строительство невиданной по масштабам Братской ГЭС. У этого проекта было много противников: у страны не хватало ресурсов одновременно на космическую, ядерную, авиационную гонку и испытания, которым Советский Союз подвергала холодная война.
Гидроэнергетики убеждали правительство в том, что использование Ангары и Енисея помогло бы ликвидировать хронический дефицит электроэнергии в Сибири, до этого времени жившей на угле. Кроме этого, в Братске планировалось строительство крупнейшего в стране алюминиевого завода, которому требовалось много энергии. А алюминий нужен для авиации, космоса.
Первое время Гиндин и начальник строительства Иван Иванович Наймушин жили в полуземлянке, в более чем спартанских условиях. Через несколько месяцев главному инженеру с женой предоставили домик с печкой.
Реализовать такой проект, как Братская ГЭС, можно было только с серьёзной инженерной командой. Советская инженерная школа основывалась на системе норм и правил, которая, в отличие от принятой в других странах, регламентировала не только результат, но и процесс его достижения. Чтобы вникнуть в эту систему, требовалось организовать производственную обкатку молодых специалистов, фактически их дальнейшее послевузовское развитие. Такую систему развернул А. М. Гиндин в Братскгэсстрое. На 1 января 1955 г. на стройке работало 657 человек, а через год — 7 322. Арон Маркович ориентировал своих подчиненных на ежедневных планёрках, проходивших «в атмосфере раскованности», работать качественно, с экономией времени и материальных средств. Он часто повторял: «инженер техотдела должен заменять тысячу рабочих разных специальностей». Поэтому плотность новаций во всех процессах строительства Братской ГЭС была очень велика.
Работая главным инженером крупнейшей стройки, Арон Маркович как опытный гидростроитель и как основатель инженерной школы строителей проявил недюжинные способности при сооружении плотины Братской ГЭС, городов Братска, Усть-Илимска, Железногорска. Он закладывал основы Братскгэсстроя, создавал производственную базу, вводил новаторские инженерные решения. Под его руководством впервые в практике мирового гидростроения в марте 1957 года было осуществлено зимнее перекрытие Ангары. Именно это революционное решение Арона Гиндина и начальника «БратскГЭСстроя» Ивана Наймушина решило судьбу Братской ГЭС: они были уверены, что если «влезут в реку», то Москва будет вынуждена продолжить строительство.
Побудило к решению о ледовом перекрытии то, что зимой 1956—1957 года стояли морозы до минус 45, и толщина льда на Ангаре в Падунском сужении достигла 2,5 метров. Поэтому пришла мысль, что на таком толстом льду можно рубить ряжи прямо над местом посадки на дно. Но чтобы погрузить ряжи, лёд требовалось снять. Вот для этого и нужно было придумать инженерное решение.
За проектирование взялась группа учёных и инженеров во главе с Роальдом Годассом. Проектированием руководил лауреат Сталинской премии Г. К. Костюченко. В группу авторов также вошел выпускник МИСИ А. Н. Марчук, который впоследствии выпустил об этой технологии монографию «Перекрытие рек под ледяным покровом».
Чтобы опилить по контуру прорубь, в которую должен войти рубленый ряж (майна), использовали траншейный экскаватор, к которому приделали барную цепь. Бурили отверстия, взрывали лёд, вычерпывали ледяные осколки и погружали ряж, сначала по два-три венца, а затем по несколько метров высотой. Продольная стенка перемычки была готова к марту.
Следующим этапом было устройство банкета верховой перемычки, который тоже решили отсыпать прямо со льда, используя его кромку, как мост, с которого самосвалы сгружают камень в воду, перекрывая реку. Возник вопрос: выдержит ли лёд, который под тепловым воздействием потока на низовую кромку уменьшился до 1,8 м. Расчет, который затем вошёл в учебники по гидростроительству, выполнил А. Н. Марчук. Для укрепления кромки был сделан брусчатый настил с бруствером-колесоотбойником, который заанкерили тросами в массивный лёд.
30 марта 1957 впервые в мировой гидроэнергетике со льда была перекрыта правобережная часть Ангары. За 9 часов 30 минут эту операцию провели 8 экскаваторов и 220 автосамосвалов. Эта технология впоследствии была применена на Ершовском пороге на Ангаре, при отсыпке банкета на Усть-Илиме.
Пионерство, первопроходчество дается непросто, отмечал А. Н. Марчук. При переключении строительных расходов Ангары на глубинные отверстия, когда уровень водохранилища поднялся до 50 метров, обнаружилась трещина на ригеле металлического щита, закрывавшего донное отверстие в 58-й секции плотины. А за ней туннель длиной 100, шириной 15 и высотой 10 метров. Когда Гиндин подошел к затвору и убедился, что проблема нешуточная, он распорядился укрепить ригель срочным бетонированием ближайшего к затвору блока. Бригада бетонщиков работала круглые сутки, понимая, что за металлическим щитом напор многих тысяч тонн воды. Для безопасности работ Гиндин приказал сбросить уровень водохранилища.
Под руководством А. М. Гиндина в управлении сложилась прекрасная школа по подготовке инженерных кадров, которую прошли сотни инженеров, прорабов, мастеров, ставших впоследствии крупными руководителями Усть-Илимской ГЭС, Коршуновского ГОКа, Зейской ГЭС, Богучанской ГЭС и др. строительными подразделениями и стройками.
«Гиндин Арон Маркович — интеллигент, талантливый инженер, — вспоминал о нём доктор технических наук и коллега по строительству Братской ГЭС А. Н. Марчук. — Это был независимый и мужественный человек, который не боялся бороться за справедливость. В Братск Гиндин приехал из Грузии, где был главным инженером Грузгидроэнергосстроя. И вот с юга, из благодатной Грузии, — в Сибирь. Он был человек творческий, ему интересно было решать новые гигантские задачи, которые тогда страна ставила. Система работала, находила способных людей. Выращивала и ставила на самые трудные места. И люди оправдывали доверие. Без родства, без протекции, без капиталов становились большими людьми. Только деловые качества всё решали. Потому так и развивалась страна».
При строительстве города Братска Гиндин настоял, чтобы людей селили не в срубленных тут же деревянных домах, а в комфортных благоустроенных пятиэтажках. 464-я серия хрущёвок помогла тогда решить колоссальную социальную задачу. А уже позднее ей на смену пришли другие проекты типового жилья.
Сметная стоимость Братской ГЭС составляла 1 020,8 млн рублей, и при строительстве благодаря новаторским инженерным решениям и рационализаторским предложениям было сэкономлено почти 300 миллионов. Окончательная стоимость станции составила 736, 8 млн рублей, при этом мощность Братской ГЭС увеличилась с 3,6 млн квт до 4,5 млн квт. Правительственная комиссия при приемке Братской ГЭС поставила ей общую итоговую оценку «отлично».

### В Москве
В 1967 г. Арон Маркович, который за время грандиозного строительства перенес пять микроинфарктов, был вынужден покинуть пост главного инженера Братскгэсстроя по состоянию здоровья. 26 января 1968 г. он приступил к работе в Государственном комитете по науке и технике Совета Министров СССР, где тринадцать лет координировал научные исследования и опытно-конструкторские работы для рационального использования и экологии водных ресурсов страны. Он подготовил рекомендации по улучшению экологической ситуации в Братске, которые до конца не реализованы и спустя 30 лет после его смерти.
А. М. Гиндин был членом Президиума Совета госэкспертизы СССР и ряда других государственных комиссий.
А. М. Гиндин Умер 10 февраля 1981 года. Похоронен в Москве на Ваганьковском кладбище рядом с супругой, умершей раньше его(27 уч.).

## Новаторство и вклад в науку
Нововведения, изобретения, рацпредложения при строительстве Братской ГЭС оценивал производственно-технический совет в составе 60 руководящих работников. Достижения этого проекта были использованы на последующих стройках ГЭС и были признаны в мировой гидроэнергетике. В газете «Огни Ангары» по предложению главного инженера была организована постоянная рубрика «Сократим сроки, удешевим стоимость строительства Братской ГЭС», также каждый месяц выходило специальное приложение «За технический прогресс».
Гиндин и сам активно описывал накопленный опыт в научно-технических журналах, выступал с докладами на технических советах в Братске и Минэнерго СССР. Эта работа увенчалась присвоением учёной степени доктора технических наук без защиты диссертации решением учёного совета Всесоюзного научно-исследовательского института гидротехники (ВНИИГ). Главный инженер Братскгэсстроя организовал технические конференции для инженерного состава, которых только за 1961—1965 гг. прошло 32.

## Общественная деятельность
А. М. Гиндин выполнял большую общественную работу, он неоднократно избирался депутатом Иркутского областного, Братского городского Советов народных депутатов.
Современники утверждали, что мощная фигура, волевой профиль и пронзительные глаза делали Гиндина харизматичным и притягательным. Он был прекрасным оратором, аргументировал свое мнение ясно и убедительно, переубеждая оппонентов. Его решения были всегда технически и экономически обоснованы.

## Награды и премии
- Герой Социалистического Труда (23 февраля 1966 года) — за выдающиеся успехи, достигнутые в сооружении Братской гидроэлектростанции, большой вклад, внесенный в разработку и внедрение новых технических решений и прогрессивных методов груда в строительстве гидросооружений, линий электропередачи и монтаже оборудования
- Сталинская премия второй степени (1951) — за строительство Храмской ГЭС в Грузинской ССР
- Ленинская премия (1968) — за строительство Братской ГЭС
- Заслуженный строитель РСФСР (1963)
- Два ордена Ленина (1946 и 1966)
- Орден Трудового Красного Знамени (1939)
- Орден Красной Звезды (21.12.1942; был представлен к ордену Красного Знамени)
- Орден «Знак Почёта»
- Медали
- Большая золотая медаль ВДНХ.
- Почётный гражданин Братска (2003)

## Память
- Имя А. М. Гиндина присвоено одной из улиц в жилом районе Энергетик Падунского округа города Братска.
- Памятный знак А. М. Гиндину на Аллее Славы в парке Победы в городе Кричеве Могилёвской области[5].